# Terranigma
Terranigma The Secrets of Ressurection, conhecido no Japão como Tenchi Sōzō (天地創造, A Criação do Céu e da Terra) é um jogo de RPG para videogame. Lançado originalmente no Japão em 1995, foi desenvolvido pela Quintet e publicado pela Enix para o Super Nintendo. Os personagens e as ilustrações foram desenhadas pelo artista japonês Kamui Fujiwara.
Terranigma conta a história da ressurreição da Terra por conta de um garoto chamado Ark e progride da evolução da vida até os dias atuais. O jogo é dividido em quatro capítulos: The Ressurection of The Outset, Ressurrection of the World, Ressurrection of the Genius e Ressurrection of the Hero.
A trilha sonora do jogo foi composta por Miyoko Kobayashi e Masanori Hikichi e está incluída no álbum lançado em 1995, intitulado Tenchi Sōzō: Creative Soundtracks (天地創造 クリエイティヴサウンドトラックス). O CD contém 33 faixas e foi lançado no Japão pela Kitty Records, sendo distribuído pela PolyGram.

## Enredo
Ark é um garoto travesso que vive na aldeia de Crysta, em um mundo desolado por fatos desconhecidos. Ao descobrir uma porta que emite uma misteriosa voz, é advertido pelo ancião da aldeia para não abri-la. Contrariando o aviso, Ark abre a porta. Após descer uma série de escadarias, descobre uma caixa, de onde vem a voz. Em seu interior, surge uma criatura chamada Yomi. Assim que é libertado, ocorre o congelamento de todos os cidadãos da aldeia, com exceção de Ark e do ancião, que orienta o garoto a partir além dos limites da aldeia e tentar salvar o mundo do congelamento.

## História
Aviso: Este artigo ou seção contém revelações sobre o enredo.
A história começa há muito tempo atrás, antes do combate entre o bem e o mal. A Terra vivia uma época de crescimento e destruição, e sobre o planeta havia duas almas. Essas almas eram chamadas de Gaia da Luz (Deus) e Gaia das Trevas (Diabo). Gaia da Luz se ocupava criando vida, seres inteligentes, e fazia tudo crescer, sendo representada pela luz. Já Gaia das Trevas fazia o contrário: destruía aquilo que era desnecessário, criava eras glaciais, destruição, e era representada pela escuridão.
No combate entre o bem e o mal, chegou a vez do Diabo atacar o mundo e a seu Deus. Para isso, ele infestou o planeta com um vírus letal. A humanidade não podia fazer nada contra isso, e a vida ia se consumindo pouco a pouco. Um cientista chamado Beruga criou uma vacina para o vírus. Seu nome era Asmodeus, e foi um êxito. A vacina tinha 80% de eficácia sobre um indivíduo tratado.
Beruga ganhou o Prêmio Nobel da Paz pela sua criação. Porém, a demanda era excessiva e a produção não era suficiente. Quase 90% dos humanos foram aniquilados. Deus tinha que atuar de alguma forma. Para isso, ele criou um exército que enfrentaria pela última vez a escuridão. E havia um humano em especial: o poder desse indivíduo era tão grande que poderia bater de frente com um ser todo-poderoso como um Deus. A batalha começou em todo o planeta. A superfície da Terra ficou avermelhada por causa das explosões de vulcões em vários lugares. Nuvens negras bloquearam a luz do Sol. O medo se espalhava por todo o mundo. Parte dos humanos, com medo da morte, se aliaram com o Diabo. Esse ser obscuro sabia que sua vitória seria difícil e, por isso, durante a batalha, preparou seus seguidores para sua volta. Deus e Diabo, Luz e Trevas, O Bem e O Mal. Os dois se encontraram no fim do mundo.
No Polo Sul, desencadeou-se a batalha mais feroz. O combate foi de tamanha magnitude que uma grande explosão acabou com tudo sobre a Terra e, consequentemente, esse conflito decisivo acabou levando o bem rumo à vitória. Os poucos sobreviventes daquele combate fizeram um cemitério em memória aos valentes guerreiros que lutaram pelo bem de todos. Entre esses homens, se encontrava o fabuloso homem que chamavam de Herói Lendário. A zona onde aconteceu o combate transformou-se em um deserto rodeado de montanhas. Porém, o mal não havia sido derrotado completamente, o que levou Deus a trancá-lo embaixo da superfície, já que era impossível a destruição dessa alma. Os sobreviventes sabiam que algum dia Gaia das Trevas voltaria para tentar dominar o Mundo. Por isso, recolheram as armas do Herói Lendário, que havia morrido na batalha, e as selaram em uma caixa (Caixa de Pandora) junto com uma criatura (Yomi) que ajudaria o próximo herói. Mais tarde, essa caixa seria levada a um povoado perdido (Storkolm), entre as árvores de um bosque encantado, para aumentar a sua proteção. O Planeta Terra não poderia aguentar mais feridas causadas pela batalha, então seus continentes submergiram no vasto oceano. As almas desses lugares caíram onde estava o Diabo.
Depois de um tempo, Gaia das Trevas havia achado uma oportunidade única de voltar à Terra e dominá-la com seu poder. Fez um plano que durou anos e também mais anos para prepará-lo. Só que havia algo controverso desta vez: pela primeira vez, o Diabo iria criar. No núcleo da Terra, onde o Diabo estava preso, havia um cristal azul precioso. O Diabo decidiu, então, criar um povoado, semelhante ao povoado onde haviam escondido as armas do Herói Lendário. Então, usou parte dele mesmo para criar aldeões que habitariam o povoado, e depois disso, criaria um indivíduo que seria sua salvação. Esse indivíduo era um jovem órfão que vivia com o sábio (o homem mais velho do povoado de Crysta). Este ancião, na verdade, era o próprio Gaia das Trevas ou Diabo (que são o mesmo ser, como explicado anteriormente), que tomou esta forma para poder realizar seu plano.
Este jovem tinha o mesmo nome e físico do Herói Lendário que o Diabo enfrentou há tempos atrás na batalha. A criação dessa pessoa fez com que a balança entre o Bem e o Mal se desalinhassse. Se a situação daquele momento fosse um relógio, este relógio estaria marcando o número 13. Isto é uma hora que não pode existir ou uma hora que não deve existir.
O plano inicial de Gaia das Trevas consistia em um princípio de fazer renascer os continentes submersos. Sendo assim, ele congelou e retirou as almas de todos os habitantes de Crysta e deixou as almas localizadas fora da vila. Usando o problema de Crysta como isca, o sábio obrigou Ark a visitar cinco torres diferentes, onde as almas estavam presas. Cada torre possuía desafios distintos e cada vez mais difíceis, sendo que, quando Ark terminava uma e vencia o guardião, um continente era revivido e algumas almas eram devolvidas para seus devidos corpos em Crysta. Quando acabou o suposto terror envolvendo as torres e as almas, Ark voltou ao encontro do sábio em Crysta.
O sábio pediu para que Ark o seguisse até um enorme buraco fora de Crysta, e, ao chegar lá, o sábio disse a Ark que ele não poderia deixar a situação pela metade, apenas revivendo os continentes, complementando também que Ark deveria sair do submundo em direção à superfície, finalizando a tarefa de reviver todos os seres do planeta para poder solucionar tudo. Após a curta conversa, o sábio exigiu que Ark pulasse dentro do buraco, para assim continuar sua jornada.
Posteriormente ao saltar no enorme buraco, Ark acordou de um desmaio ao lado de uma pequena fenda, em um lugar estranho, deserto e vazio. Logo, Yomi aparece para dar instruções sobre o que deve ser feito, e a primeira missão é reviver as plantas, pois o mundo está vazio, escuro e destruído. Ark então encontra uma enorme árvore que diz que o esperava há muito tempo, em um bosque totalmente sem vida. Ao entrar em uma passagem na árvore, Ark destrói um parasita que estava sugando a vida da planta, recebendo uma mensagem de agradecimento, informando que os monstros do local eram as plantas transformadas, mas agora elas voltariam ao normal e o verde cobriria o mundo novamente.
Incrivelmente, Ark, após esse ato heroico, começou a ser capaz de conversar com as plantas revividas, e elas começaram a guiá-lo em sua jornada, ajudando-o a ir até outra parte do planeta onde ele deveria reviver as aves em um lugar desértico. Com a coragem de Ark, as aves gêmeas foram derrotadas e todas as aves que viraram monstros voltaram ao normal, inclusive o Paraíso das Aves foi restaurado. Uma voz disse a Ark que ele deveria reviver os animais agora, e ele poderia contar com a ajuda dos pássaros, já que eles também conseguiam se comunicar com Ark, assim como as plantas.
As gaivotas levaram Ark para perto do lugar onde os espíritos dos animais estavam presos em monstros, mas, após uma exploração completa e o protagonista derrotar o Mestre das Tempestades, os espíritos dos animais foram libertados e eles voltaram ao normal, e, como é de se esperar, Ark também conseguiu conversar com eles.
Esse é um dos momentos mais importantes da jornada. Ark agora tem que ressuscitar os humanos e, assim, completar essa parte da história. O herói chega à montanha de neve Eklemata e derrota o Transmorfo Sombrio, depois de um desafio longo e difícil. Uma voz disse que ele ressuscitou os humanos, que são criaturas fantásticas, e agora ele deve ajudar na evolução deles.
Após fazer toda a tarefa de renascer as plantas, pássaros, animais e depois de renascer os humanos, o sábio telepaticamente se comunica com Ark, dizendo que ele deve acordar um gênio que está dormindo há muito tempo. Durante sua busca pelo gênio, Ark encontra a princesa de Loira, que era exatamente a imagem e semelhança de seu amor de infância, Elle de Crysta. Após presenciar certos eventos, um habitante do povoado onde estavam escondidas as armas do Herói Lendário provavelmente matou Henry, o Rei de Loira, com o desaparecimento da princesa logo em seguida. Ark salvou Cristóvão Colombo das garras da Bruxa (Bloody Mary), ajudou algumas cidades a evoluírem, porém, não só isso: os amigos de Ark ajudaram o jovem a acabar com os planos maléficos de Wong.
Infelizmente para Gaia das Trevas, Ark havia acabado com seus mais leais servidores (exatamente as almas que ficaram com medo e se aliaram com o Diabo; Gaia das Trevas os transformou em Monstros Chefes Poderosos). Eles estavam preparando a volta de seu amo, e, por sua vez, estavam procurando a todo custo as armas do Herói Lendário para assim evitar a aparição de um novo herói. Chegou o momento de despertar o gênio. Não é outro senão o próprio Beruga (ele se congelou para poder despertar naquele dia). Beruga havia se aliado ao lado obscuro para preparar mais vacinas Asmodeus. Essas vacinas permitiam que seres humanos ficassem imortais. Com essa vacina, a criação de novas vidas acabaria, assim não iriam mais precisar evoluir para melhor. Em outras palavras, Deus não conseguiria cumprir suas tarefas e seria vencido.
Ark, após compreender que Beruga é um vilão, descobre que deve reunir cinco pedras lunares para deter ele e o Diabo. Segundo a lenda, "aquele que alcançasse as pedras no fim do mundo teria o poder de construir o futuro", porém Ark não imaginava o que veria. Ao encontrar a tumba do Herói Lendário, ele pôde ver algo idêntico a si e falava com a mesma voz: "O Herói Lendário deve renascer". O herói que ali estava invocado representava o herói da luz, então o herói que fez toda essa jornada até então era o herói das trevas. Suas almas teriam que voltar a ser uma só e, para isso, teriam que morrer.
A jovem suspeita de matar o rei Henry continuava protegendo o precioso tesouro em Storkolm (o próprio rei Henry estava atrás desse tesouro também, então há anos atrás assassinou todos do povoado onde o tesouro estava para encontrá-lo, mas não obteve sucesso), quando encontrou um pequeno bebê. A semelhança do bebê com Ark era grande, então resolveu cuidar do bebê. Nesse momento, o amor de Ark (Elle do Submundo) veio à superfície para obedecer uma ordem, que era matar esse bebê. O assombro das duas Elles ao se verem foi tão grande, por serem idênticas, que acabou paralisando a assassina. O companheiro (Yomi das Trevas) que viajou até aquele momento não pôde esconder sua procedência e ele mesmo decidiu matar o bebê. Aquela discussão deu tempo suficiente para os seres de todo o planeta ajudarem a renascer o Herói Lendário. A situação para Gaia das Trevas estava indo de mal a pior. Elle do Submundo desapareceu junto com o servo do Diabo (Yomi das Trevas). Com raiva em seus olhos, o novo herói recolheu aquilo que lhe pertencia: o tesouro (Armas do Herói Lendário, Caixa de Pandora da Luz e Yomi da Luz) que foi guardado durante anos pelos habitantes do povoado e cujo segredo guardava Colombo até ser salvo pelo verdadeiro herói.
E, de novo, com seus amigos, todos se uniram para ajudar a deter Beruga, mas, na tentativa, alguns de seus amigos morreram. Com a derrota de Beruga, todos os aliados de Gaia das Trevas haviam sido derrotados. Ark só tinha mais uma coisa a fazer: terminar com aquilo que começou. Teria que destruir Gaia das Trevas com suas próprias mãos. Ao voltar ao submundo, teria que terminar de vez com os planos do Diabo. O momento havia chegado. O Herói Lendário, cujo poder era imaginável, lutaria contra um Deus. Ark saiu vencedor depois de uma difícil luta, porém parte dele era criação de Gaia das Trevas, então, como o resto das criações do Diabo, ele seria destruído. Com tristeza em seu corpo, Ark recebe uma mensagem de Deus (Gaia da Luz) que dizia que, antes de destruí-lo, lhe daria um último desejo: um último dia em Crysta com sua gente. A felicidade de Ark não tinha limite, porém era hora de acabar.
Ark sonhou um último sonho. No sonho, ele era um pássaro e via o mundo crescer. E viu que havia feito um bom trabalho. O jovem recordou um juramento que havia feito à jovem daquele povoado, onde lhe jurou que, quando tudo acabasse, voltariam a ficar juntos. Ark (seu lado bom não foi destruído) chega, em plena noite, àquele povoado (Storkolm) e bate à porta.
```
Aviso: Terminam aqui as revelações sobre o enredo.
```

## Jogabilidade
Terranigma mantém uma perspectiva de visão top-down do mundo e utiliza um sistema de batalhas que permite a livre movimentação pelo cenário, bem como correr, pular, atacar ou utilizar a combinação destas três ações. Projéteis lançados em Ark podem ser bloqueados pela técnica de guarda, a qual muitas vezes é ineficiente no combate corpo-a-corpo.
Para cada inimigo derrotado, pontos de experiência são obtidos, aumentando o nível de força, defesa e sorte do personagem. Os inimigos mortos muitas vezes deixam joias que podem ser usadas para a compra de armas, armaduras, itens de cura e magia. Não existem pontos de mágica no jogo; coletando pedras conhecidas como Magirocks, o jogador pode trocá-las em lojas de mágica por anéis mágicos e medalhas de invocação, as quais fornecem poderes especiais.

### Movimentos
- Standard Attack: Ark desfere uma estocada no inimigo. Basta apenas um toque no botão de ataque para obter a ação.
- Rushing: Ark desfere várias estocadas no inimigo. É necessário apertar o botão de ataque por repetidas vezes.
- Slicer: Ark salta e desfere uma estocada no ar. É necessário correr e, em seguida, apertar o botão de ataque.
- Spinner: Ark gira no ar e executa um golpe horizontal ao cair. É necessário pular e, em seguida, apertar o botão de ataque.
- Slider: Ark realiza um mergulho no ar, atacando com sua lança. Inicialmente, é necessário correr; em seguida, pular, e, na sequência, apertar o botão de ataque.
- X-Guard: Ark vai cruza os braços, projetando um escudo luminoso. Basta apenas um toque no botão R.

## Lançamento
Terranigma foi apresentado pela primeira vez em meados de 1995 e programado para ser lançado em outubro. As primeiras prévias antes do lançamento mostraram várias diferenças em relação à versão final, como a capacidade de escalar as cinco torres externas usando garras, diferentes layouts de salas e decorações de plantas ao redor do HUD. Foi lançado pela primeira vez no Japão em 20 de outubro de 1995, pela Enix, para o Super Famicom, com o nome Tenchi Sōzō. O título foi lançado na Europa em 19 de dezembro de 1996, pela Nintendo. Também foi lançado na Espanha em abril de 1997 e na França no verão de 1997. O jogo acabou não sendo publicado na América do Norte porque a Enix já havia fechado sua subsidiária nos Estados Unidos quando a localização foi concluída.